# جغرافیای اجتماعی شهرها
جغرافیای اجتماعی شهرها (اکولوژی اجتماعی شهرها) کتابی از حسین شهودی است که در سال ۱۳۶۵ منتشر و در مراسم کتاب سال جمهوری اسلامی ایران به‌عنوان کتاب برگزیده معرفی شد.